# Bussey
Pour les articles homonymes, voir Bussey (homonymie).
La ville de Bussey est située dans le comté de Marion, dans l’État de l’Iowa, aux États-Unis. Sa population s’élevait à 422 habitants lors du recensement de 2010, estimée à 414 habitants en 2016.